# كريستوفر دي سوزا
كريستوفر دي سوزا هو سياسي سنغافوري، ولد في 21 يناير 1976. نشط حزبياً في حزب العمل الشعبي. وقد انتخب عضو مجلس الشعب السنغافوري ‏ عن دائرة Holland–Bukit Timah Group Representation Constituency ‏ وقد انضم خلال فترته النيابية ‏ للكتلة البرلمانية حزب العمل الشعبي وانتخب عضو مجلس الشعب السنغافوري ‏ عن دائرة Holland–Bukit Timah Group Representation Constituency ‏ وقد انضم خلال فترته النيابية ‏ للكتلة البرلمانية حزب العمل الشعبي وانتخب عضو مجلس الشعب السنغافوري ‏ عن دائرة Holland–Bukit Timah Group Representation Constituency ‏ وقد انضم خلال فترته النيابية ‏ للكتلة البرلمانية حزب العمل الشعبي.